# Bernard Bosquier

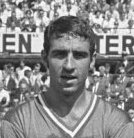
Bernard Bosquier (1968)

Bernard Bosquier (* 19. Juni 1942 in Thonon-les-Bains/Département Haute-Savoie) ist ein ehemaliger französischer Fußballspieler.

## Die Vereinskarriere
Von seiner sportlichen Ausbildung her ein torgefährlicher Stürmer, brachte Bosquier ein enormes Schussvermögen und ein vorzügliches Kopfballspiel mit; als Senior wurde er zunehmend in der Abwehr eingesetzt und war dabei aufgrund seines guten Blickes für die Spielsituation sehr vielseitig verwendbar. Als 18-Jähriger stand er zunächst ein Jahr beim Zweitligisten Olympique Alès unter Vertrag, ehe sich 1961 der FC Sochaux seine Dienste sicherte. Mit diesem Klub stieg er am Ende der Spielzeit aus der höchsten Spielklasse ab, kehrte 1964 aber ins fußballerische Oberhaus zurück und machte dort nachhaltig auf sich aufmerksam: Noch am Ende dieses Jahres wurde er erstmals in die Nationalelf berufen.
Für die Saison 1966/67 verpflichtete ihn die AS Saint-Étienne, und hier begann eine grandiose Erfolgsserie, an der Bernard Bosquier großen Anteil hatte. In einer Mannschaft, die mit Robert Herbin, Aimé Jacquet, Rachid Mekhloufi, Hervé Revelli, etwas später Salif Keïta und Jean-Michel Larqué absolute Spitzenkönner in ihren Reihen hatte und von zwei der besten französischen Trainer aller Zeiten (anfangs Jean Snella, anschließend Albert Batteux) geformt wurde, gewann Bosquier in fünf Jahren vier Meister- und einen Vizemeistertitel, wurde zweimal Pokalsieger und ganz nebenbei zweimaliger Gewinner des Doublé. In diesen fünf Spielzeiten fehlte er in lediglich 11 Ligapartien, hatte als Defensivmann immerhin 22 Tore für die Verts, wie die ASSE in Frankreich genannt wird, erzielt, und auch in den Landespokalendspielen sowie im Europapokal der Meister stand er ausnahmslos in der ersten Formation. So verwundert es wenig, dass ihn France Football 1967 und 1968 auch zu Frankreichs Fußballer des Jahres wählte.
Nach der Vizemeisterschaft im Sommer 1971 verließ Bosquier Saint-Étienne und schied dabei im Streit, weil zu einem Zeitpunkt, als die ASSE noch Chancen auf den Titel hatte, in einer Tageszeitung ihm und Torhüter Carnus Wechselabsichten nachgesagt wurden. Bosquier bestritt dies: Er habe vielmehr Präsident Roger Rocher den Vorschlag für einen weiteren Sechsjahresvertrag gemacht, den dieser mit den Worten, er wolle „keine beamteten Fußballer“, abgelehnt habe. In einer Epoche, in der Spieler und Funktionäre noch sehr wenig Erfahrungen mit den in Frankreich neuen Verträgen auf Zeit hatten – erst 1969/70 war es der Spielergewerkschaft UNFP gelungen, die Zwangsbindung von Spielern an ihren ersten Profiklub bis zum 35. Geburtstag abzuschaffen –, dürfte dem „Klubpatriarchen“ dieser Vorschlag wie eine Anmaßung vorgekommen sein. Stürmer und Torwart wurden auf der Stelle aus dem Kader der Verts gestrichen, und Rocher sorgte überdies dafür, dass Bosquier auch seine Ausbildung zum Innenarchitekten abbrechen musste.
Ab der Saison 1971/72 spielte Bosquier daraufhin für Olympique Marseille und gewann an der Seite des Torjägers Josip Skoblar gleich in seiner ersten Saison in der Provence erneut Meisterschaft (es war bereits seine fünfte), Pokal und damit zum dritten Mal auch den Doublé. Anfang 1974 neigte sich seine Laufbahn dem Ende zu: Nach über 350 Erstligaeinsätzen führte der Routinier noch in einigen Begegnungen die überwiegend jungen Kicker des FC Martigues, die damals unterklassige „Filiale“ von OM, auf das Spielfeld und hängte anschließend seine hochdekorierten Fußballstiefel an den sprichwörtlichen Nagel.

### Spielerstationen
- Olympique Alès (1960/1961, in D2)
- FC Sochaux (1961–1966, davon 1962–1964 in D2)
- AS Saint-Étienne (1966–1971)
- Olympique Marseille (1971–1974)
- FC Martigues (1974)

## Der Nationalspieler
Bernard Bosquier hat zwischen Dezember 1964 und April 1972 insgesamt 42 Länderspiele für die Équipe tricolore bestritten und auch hier drei Tore geschossen, zwei davon gegen den amtierenden Vizeweltmeister (1967 und 1968). In neun Begegnungen war er zudem Mannschaftskapitän der Bleus. Bei der für Frankreich allerdings enttäuschend verlaufenden Weltmeisterschaft 1966 in England stand er in allen drei Spielen auf dem Rasen.

## Leben nach der aktiven Zeit
Gegen Ende seiner Spielerkarriere betrieb Bernard Bosquier zunächst ein Geschäft für Kinderbekleidung und einen Jeansshop in Martigues; 1975 kam Marseilles erster Maniküresalon dazu. 1981 eröffnete er eine Schule für Nachwuchsfußballer in Carpentras, die schnell einen ausgezeichneten Ruf gewann und noch heute (Stand: Mai 2006) besteht. Ab Ende der 1980er Jahre arbeitete er zudem im Management seiner beiden Ex-Vereine Olympique Marseille und AS Saint-Étienne – bei letzterem zuständig für Sichtung und Ausbildung des Nachwuchses. Außerdem wurde er fachlicher Berater der Sportredaktion von Radio Monte Carlo.

## Palmarès
- Französischer Meister: 1967, 1968, 1969, 1970 (mit Saint-Étienne), 1972 (mit Marseille)
- Französischer Pokalsieger: 1968, 1970 (mit Saint-Étienne), 1972 (mit Marseille)
- Europapokal der Landesmeister: 12 Spiele (ein Tor) für ASSE, 9 für OM
- 42 A-Länderspiele (12 in seiner Zeit bei Sochaux, 26 bei Saint-Étienne, 4 bei Marseille), 3 Tore; WM-Teilnehmer 1966
- Französischer Fußballer des Jahres: 1967, 1968
- Gewinner der Étoile d’Or: 1970
- 353 Einsätze und 45 Tore in der Division 1, davon 94/12 bei Sochaux, 167/22 bei Saint-Étienne, 93/11 bei Marseille